# The Barry Williams Show
The Barry Williams Show ist ein Lied des britischen Pop-Rock-Musikers Peter Gabriel aus dem Jahr 2002.

## Veröffentlichung
Die Erstveröffentlichung von The Barry Williams Show erfolgte am 9. September 2002 als Single. Am 23. September 2002 erschien das Lied als Teil von Gabriels siebtem Studioalbum Up, dessen erste Singleauskopplung es ist.
Auf der Growing Up Tour in Nordamerika und Europa wurde der Song auch live gespielt. Veröffentlicht wurde diese Version mit einer zuerst am 3. November 2003 in dem Konzertfilm Growing Up Live. Am 8. Februar 2019 erschien unter dem gleichen Titel ein Livealbum bei Musik-Streaming-Plattformen und auf Vinyl als 3LP-Version, jedoch nicht auf CD.
Das Musikvideo wurde am 5. Mai 2004 als Extra auf der DVD des Dokumentarfilms Growing Up on Tour: A Family Portrait von Anna Gabriel und am 25. Oktober 2004 Kompilation von Musikvideos Play: The Videos von Peter Gabriel veröffentlicht.

## Hintergrund
Peter Gabriel schrieb The Barry Williams Show als Kommentar zur Fernsehkultur. Er entschied sich, den titelgebenden Talkshow-Moderator „Barry Williams“ zu nennen, ohne zu wissen, dass mehrere bekannte Persönlichkeiten den gleichen Namen trugen, darunter ein Rugby-Spieler und ein Schauspieler, der in der amerikanischen Serie The Brady Brunch mitspielte.
Vor der Veröffentlichung als Single überprüfte Gabriel den Text, um sicherzustellen, dass die Radiosender das Lied nicht zu kontrovers finden würden, obwohl Gabriel der Meinung war, dass keiner der Texte in einer Sonntagszeitung fehl am Platz gewesen wäre.

## Inhalt und Bedeutung
The Barry Williams Show von Peter Gabriel ist ein Kommentar zur Sensationslust und Ausbeutung, die im Bereich des Reality-Fernsehens auftreten können. Der Song handelt von einer von Barry Williams moderierten Fernsehshow, in der Menschen mit gestörtem Leben zu Unterhaltungszwecken vorgeführt werden. In den Strophen beschreibt Gabriel die Faszination des Publikums für die Teilnehmer der Show, die es durch ihre Auftritte im Fernsehen wiedererkennt. Die Show manipuliert und enthüllt persönliche und oft skandalöse Details aus dem Leben der Menschen und schafft so ein Spektakel, das die Zuschauer fesselt. Gabriel weist in seinem Liedtext darauf hin, dass die Einschaltquoten umso höher sind, je mehr Schmerz und Dysfunktion gezeigt werden, was den voyeuristischen Charakter des Reality-TV unterstreicht. Das Lied wirft auch Fragen über die moralischen Implikationen des Konsums solcher Inhalte und die Auswirkungen auf die Teilnehmer und die Zuschauer auf.

## Artwork
Das Cover-Titelbild verwendet ein Bild von Paul Thorel mit dem Titel Regardez Madame! L'Escargot Vola! als Artwork. Es wurde von Marc Bessant entworfen, der mit Dilly Gent zusammenarbeitete, um visuelles Material zu finden, das zu Gabriels Texten passte.

## Musikvideo
Der Schauspieler Barry Williams aus The Brady Brunch hatte einen Gastauftritt in dem Musikvideo zu dem Lied The Barry Williams Show, bei dem Sean Penn Regie führte. Christopher McDonald stellte den fiktiven Fernsehmoderator in dem Musikvideo dar.

## Mitwirkende
(Quellen:)

### Musiker
- Tony Berg – Gitarre rückwärts
- Tchad Blake – Groove-Effektbearbeitung
- Richard Chappell – Loop-Bearbeitung, Musikprogrammierung
- Peter Gabriel – Hauptgesang, Orgel, Mellotron, Bass-Keyboard, gesampelte Streicher, MPC-Groove, Elektronik, Telecaster, Mundharmonika
- Manu Katché – Schlagzeug
- Sally Larkin – Begleitgesang
- Christian Le Chevretel – Trompete
- Tony Levin – Bassgitarre
- Ged Lynch – Schlagzeug, Perkussion
- David Rhodes – Gitarre, Begleitgesang

### Technisches Personal
- Marc Bessant – Grafikdesign-Konzept
- Tchad Blake – Mixing
- Richard Chappell – Programmierung, Tontechnik
- Alan Coleman – Assistent der Tontechnik
- Tony Cousins – Mastering
- Susan Derges – Artwork, Fotografie, Cover-Fotografie
- Richard Evans – zusätzliche Tontechnik
- Ben Findlay – zusätzliche Tontechnik
- Adam Fuss – Artwork, Fotografie,
- Peter Gabriel – Liedtext, Komposition, Grafikdesign-Konzept, Produktion
- Dilly Gent – Versuche und Koordination der Fotografie
- Paul Grady – Assistent des Mixings
- Edel Griffith – Assistentin der Tontechnik
- Mike Large – Koordination
- Claire Lewis – Assistentin des Mixings
- Marco Migliari – Assistent des Mixings
- Susie Millns – Design
- Annie Parsons – Assistentin für Peter Gabriel
- Dan Roe – Assistent der Tontechnik
- Michael Thomas – Koordination
- Paul Thorel – Artwork, Fotografie
- Chris Treble – Assistent der Tontechnik

## Rezeption

### Nominierungen
Im Jahr 2003 erhielt der Song eine Grammy-Nominierung für die beste männliche Rock-Gesangsdarbietung, verlor aber gegen Bruce Springsteens The Rising.

### Rezensionen
The Barry Williams Show wurde oft von den Kritikern abgelehnt. Stephen Thomas Erlewine von AllMusic war der Meinung, dass das Lied auf dem Album Up fehl am Platz sei und bezeichnete den Song als „unbeholfen“ und „falsch“. Scott Schinder von der Zeitschrift Entertainment Weekly hielt den Song für einen „verworrenen Versuch, Sozialkritik zu üben“. Andy Greene vom Rolling Stone bezeichnete The Barry Williams Show nicht nur als den schlechtesten Song auf Up, sondern „möglicherweise den schlechtesten Song, den Gabriel je veröffentlicht hat, was bis zu den frühesten Tagen von Genesis im Jahr 1967 zurückreicht“.

### Charts und Chartplatzierungen
| ChartsChartplatzierungen | Höchstplatzierung | Wochen |
| ------------------------ | ----------------- | ------ |
| Deutschland (GfK)        | 66 (3 Wo.)        | 3      |
| Schweiz (IFPI)           | 81 (7 Wo.)        | 7      |